# Solkatterna
Solkatterna eller Karlstad Speedwayklubb är en speedwayklubb i Karlstad. Föreningen bildades 1967.
Solkatternas hemmabana är Kalvholmens motorstadion, som har en banlängd på 297 m. Den har 57 m raksträckor, en kurvradie på 28 m och en kurvbredd på 15 m. Banrekordet sattes av  Tony Rickardsson vid Karlstad Open 8 september 2004 och är 56,3 s.

## 2009 års trupp
- Antonio Lindbäck
- Daniel Nermark
- Daniel Pytel
- Jeremia Thelaus
- Thimm P Norberg
- Michael Jepsen Jensen
- Oliver Berntzon
- Magnus Karlsson (speedwayförare)
- Manuel Hauzinger
- Viktor Bergström
- Linus Sundström
- Jan Graversen